# Партитура

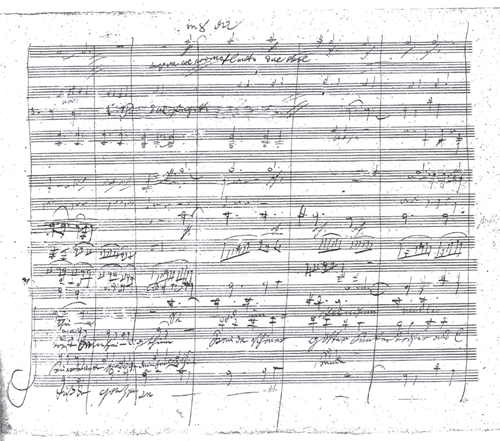
Людвіг ван Бетховен, Симфонія №9, ре мінор, op. 125 - фрагмент автографа партитури, 4-а частина

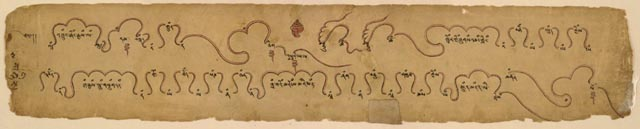
Тибетська музична партитура XIX століття.

Партиту́ра (італ. partitura — розподіл) — система роздільного запису на кількох нотоносцях, розташованих колонкою і поділених спільними тактовими рисками, всіх голосів багатоголосного твору для виконання ансамблем, оркестром або хором. Сучасна партитура сформувалася до середини XIX ст. Партії інструментів розташовуються оркестровими групами за висотним принципом, що дає змогу диригенту охопити поглядом весь запис. Починаючи з 50-х років XX ст., до партитури включають способи нотації нових видів композиторської техніки та електронних музичних інструментів.